# 玛丽亚·德罗博特
玛丽亚·弗拉基米罗芙娜·德罗博特（羅馬化：Mariya Vladimirovna Drobot；1982年3月21日—）是俄罗斯政治人物，第八届国家杜马代表。
2008年，玛丽亚·德罗博特加入俄罗斯联邦共产党。她曾担任第五届和第六届国家杜马代表的顾问。2008年至2018年任列宁共青团罗斯托夫地区委员会第一书记。2015年至2017年，德罗博特主持俄共中央组织部、党务部、人事部工作。2021年9月起担任第八届国家杜马代表。

## 制裁
德罗博特于2022年因俄乌战争而受到英国政府制裁。